# Лабданум

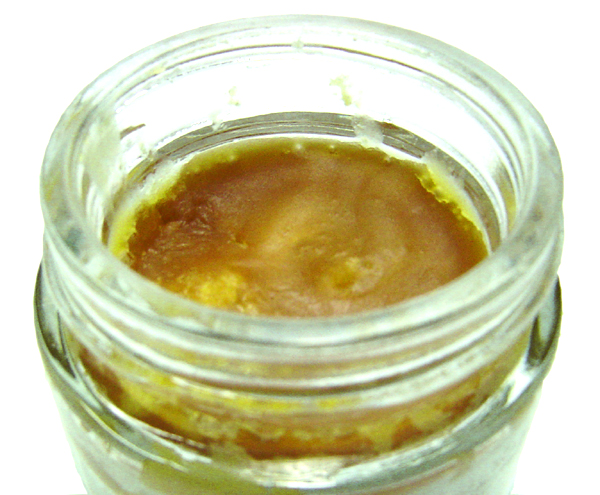
Очищенная смола лабданум

Лабданум — ароматическое вещество, получаемое из двух видов кустарника ладанник из семейства  ладанниковых — Cistus ladanifer (западное Средиземноморье) и Cistus creticus (восточное Средиземноморье). По виду — липкая коричневая смола. Название происходит от сирийского Ladan — «клейкая трава», поскольку вещество очень хорошо прилипает к одежде и шерсти животных. 

## История

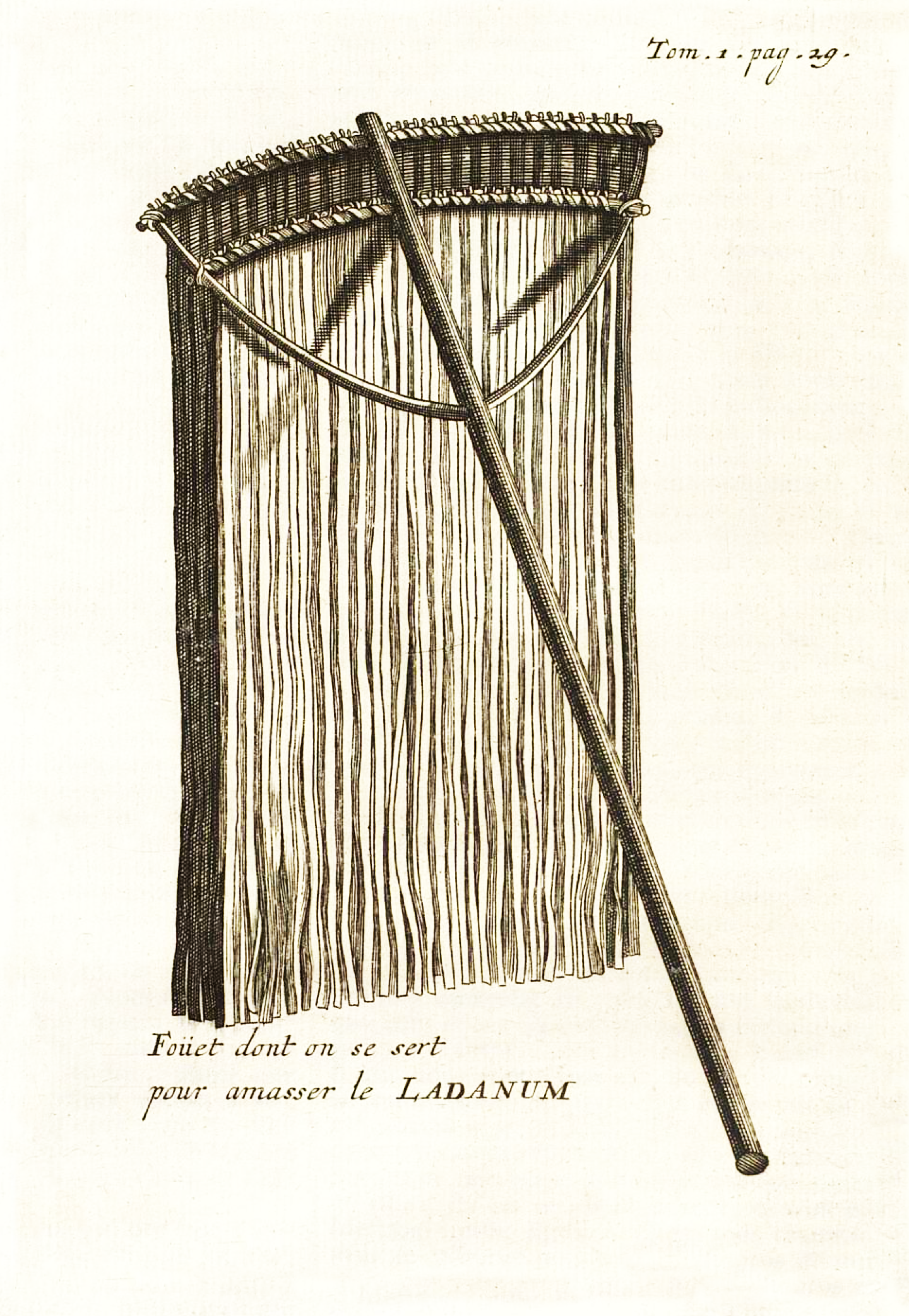
Щетка для сбора лабданума, 1718

Родина ладанника — Ближний Восток, откуда он был принесен в Европу в эпоху крестовых походов. Смола ладанника была известна древним египтянам и евреям по меньшей мере 2 тысячи лет назад и использовалась в качестве благовония и лечебного средства. Возможно, лабданум упоминается в Библии - в Книге Бытие (Быт. 43:11 — в русском переводе ладан или камедь) и в Книге Исход (Исх. 30:34) под таинственным термином «ониха», или «оних».
Археолог и египтолог Перси Ньюберри высказывал предположение, что накладные бороды фараонов изначально представляли собой «бородку, покрытую лабданумом». Он также утверждал, что жезл, который держит бог Осирис, представлял собой инструмент для сбора лабданума, похожий на тот, которым пользовались жители Кипра в XIX веке.

## Получение и применение
Смола выделяется листьями и ветками растения. Для сбора с древности до настоящего времени используется метод сбора вещества с шерсти животных, в основном овец. Пастухи сгоняют овец в заросли ладанника, после чего вычесывают приставшую к шерсти смолу специальными щетками. Путем скатывания смоле придается форма продолговатых палочек, удобных для хранения. 
Лабданум применяется, главным образом, в парфюмерии, косметологии и медицине. Лабданум имеет сильный, резкий (в неразбавленном виде) и пряный запах, схожий с запахом мускуса, потому в парфюмерии его часто используют в качестве замены мускуса.